# Српски конзулат у Приштини
Српски конзулат у Приштини је било дипломатско представништво Краљевине Србије у Османском царству, који је покривао територију Косовског вилајета. Основан је 1889. и постојао је све до ослобођења Косова и Метохије 1912. године.

## Историја
Делови српског народа на простору Косовског вилајета су се и после Српско-турских ратова, 1878. године налазили под влашћу Турака и њихов се положај после ратова погоршао. Срби су били економски, политички и национално обесправљени, изложени свакодневним притисцима или шиканирањима од стране званичних представника турских власти, али и од стране Арбанаса и њихових команданата, који су за то имали прећутну, а понекад и отворену подршку турских званичника. Још крајем 50-их и почетком 60-их година Турци су, у жељи да разбију јединство Срба, те спрече њихове ослободилачке тежње, почели да Косово насељавају Черкезима. После Берлинског конгреса одустали су од Черкеза, али су уместо њих насељавали Арбанасе и мухаџире из јужне Србије. Тако је Приштина у време отварања конзулата имала више од три хиљаде турских и арбанашких кућа, а преко четири стотине српских кућа. Приштина је тада личила је на све отоманске вароши: имала је кривудаве сокаке, калдрму и газдинске куће са авлијама опасаним високим зидовима.
Над Србима је свакодневно вршено насиље, по селима и у градовима: отимање девојака, силовање жена, мајки у присуству мужа и деце, силовање и одвођење српских девојака у хареме, силовање српске деце – мушке и женске, кулучење и бесплатан рад Срба, затварање и мучење невиних људи, батинање, убијање, расељавање, отимање имовине, прогонство у Малу Азију. Све ове појаве пратиле су ненаоружане Србе, остављене да се заштите сами.
Било је више установа у Краљевини Србији које су бринуле о Србима у Старој Србији, као што су фонд Саве Игуманова, Друштво Светога Саве, као и многобројни појединци. Њихова помоћ у спречавању насиља била је безначајна; она се успешније испољавала у материјалној подршци манастирима, образовању и прихватању избеглица. Ниједна српска влада од 1878. до 1912. године није се усудила да организује устанак Срба у Косовском вилајету. Тиме су хтеле да избегну сукобе са Турцима и спрече погоршавање положаја сународника. Једини могући легалан пут, уз дозволу и контролу турских власти, да се обезбеди и пружи помоћ тамошњим Србима, Србија је видела кроз ширење и јачање српских црквених и школских установа, штампање и растурање школских књига, отварање читаоница, слање свештених лица и учитеља, а затим и отварање конзулата. Дипломатску борбу за отварање конзулата покренуо је Стојан Новаковић, који је 1886. године постао српски посланик у Цариграду. Одлуку да у европском делу Османског царства установи неколико својих представништава (конзулата), међу којима и Конзулат у Приштини, Краљевина Србија је донела у данима обележавања петстогодишњице од Косовске битке 1889. године.

## Конзулат
Конзулат у Приштини покривао је територију Косовског вилајета, знатно ширу област од Косова и Метохије. Центар отоманске власти из које се управљало вилајетом налазио се у Скопљу. У њему се налазио валија (главни управитељ), најчешће у звању паше, коме су били потчињени сви функционери у вилајету. Српски краљевски конзулат, међутим, покривао је углавном Косово, Метохију и делове турског Санџака, односно Рашке области. У самој Приштини налазило се седиште начелника округа (мутесарифа, у то време Хафус паша) и муфтије – верског поглавара за Косовски вилајет.
Конзулатом су управљали одабрани људи, а њихова основна дужност је била да достојанствено представљају своју земљу у средини у којој су се налазили, затим да штите своје сународнике од зулума Арбанаса и Турака; да отварају школе и развијају просвету и пропаганду по инструкцијама Министарства иностраних дела Србије, као и да редовно подносе детаљне извештаје о стању у области у којој раде и живе. У конзулату у Приштини на разним функцијама радили су највећи српски интелектуалци, као што су песник Војислав Илић, који је у козулату радио шест месеци (1893) као писар, на личан захтев министарству спољних дела Србије, „како би на Космету помогао српском народу“, Милан Ракић, као и писац и драматург Бранислав Нушић.
Отварање српског конзулата у Приштини 1889. године означило је почетак званичног присуства Србије на Косову, мада се тежак положај тамошњег српског живља није поправио. Ипак, захваљујући овим конзулатима, остали су конкретни извештаји, белешке и путописи о догађајима на Косову у временском интервалу од 23 године. Отварање Конзулата наишло је на велики отпор Арбанаса. За првог српског конзула изабран је Лука Маринковић. Уз њега је, у тек отвореном конзулату, још од самог почетка, радио и Бранислав Нушић, који је у тешким околностима замењивао Луку Маринковића, када се налазио на одсуству. Он је као и у књижевном раду, показивао довитљивост, био је комуникативан, сналажљив, духовит, а уз то је говорио и турски језик. Захваљујући Нушићу, још исте године у Приштини је отворена прва српска књижара. Међутим, у лето 1890. године Лука Маринковић, после само пола године службовања је убијен. Турски и албански притисак на Србе бивао је све већи. Турске власти браниле су Србима да долазе у конзулат у Приштини или да виде конзула.
После Грчко-турског рата Арбанаси, који су били мобилисани у турским војним јединицама, по повратку кући задржали су оружје и изазивали многе инциденте. Године 1898. владала је права анархија. Српски конзулат у Приштини је о томе прикупио обимну документацију и доставио је српском посланику у Цариграду да са њом упозна турске власти. Српска влада је на основу тога сачинила тзв. Плаву књигу коју је требало да представи на првој међународној конференцији о миру одржаној у Хагу 1899. године. Међутим, из одређених разлога књига никада није изашла из просторија српског Министарства иностраних дела.
Насиља и злочини над Србима су се наставили и наредних година. У току 1900. и 1901. године дошло је до правих погрома, у којима су многи виђенији Срби нестали.
После изузимања Старе Србије из реформи 1904. године, у прогону српског народа посебно су се истакли католици „Фанде“, од Арбанаса мухамеданаца. На челу организације налазили су се аустроугарски конзули у Старој Србији, а душа јој је била свештенство – бискуп са фратрима. Насиље над Србима није зауставио ни долазак младотурака на власт у Турској 1908. И поред непрекидних сукоба Арбанаса са младотурцима, ни једни, ни други нису били за раздвајање. Као и у старом режиму Арбанаси су Србе пљачкали, палили, убијали, протеривали са имања и исељавали. Пројектованим законом о повратку напуштених и узурпираних имања из 1908–1909. младотурци су имања српских избеглица у Старој Србији пренели на мухамеданце без икаквих правних доказа, без тапија, још пре него што је он у Парламенту у Цариграду и усвојен. Толерисали су и притиске арбанашких земљопоседника на Србе чифчије и довођење Арбанаса уместо њих.
После Младотурске револуције у Србији је све више сазревала намера да се балканским савезом разреши ситуација у Европској Турској, а рат 1912. године остао је као једино до тада неупотребљено средство за решавање тешког положаја српског народа на Косову и Метохији.

## Конзули
Први конзул у Приштини био је Лука Маринковић. Он је у својству конзула свој први извештај послао 29. јануара а последњи 4. марта 1890. године.
Лука Маринковић је убијен 19. јуна 1890. испред зграде конзулата. Одмах по убиству, српска влада је упутила у Приштину Тодора Станковића, на његово место. Станковић је дошао у Приштину 25. јуна. и одмах по доласку, преузевши дужност, почео је да обавештава Министарство иностраних дела о стању у Приштини и Космету, као и о резултатима истраге и суђења око убиства Луке Маринковића. Одмах након убиства постојао је страх да ће Србија у циљу одмазде започети рат, тако да је једно време било мирно. Био је конзул све до 12. децембра 1892, када је пребачен за конзула у Скопљу. Вратио се у Приштину 24. марта 1897 и био поново конзул, све до новембра 1898. године. Током свог боравка, осим извештаја оставио је и забелешке, о свему што је видео и посетио у Старој Србији.
Функцију конзула обављао је и Милан Новичић, дугогодишњи учитељ и национални радник на Косову и у Источној Србији. Мада је Бранислав Нушић у конзулату обављао дужност деловође још током 1890. године, за вицеконзула у Приштини постављен је 26. априла 1893. године, а дужност је примио 3. јуна исте године. Као конзул први пут се потписао тек 20. октобра 1893. Дужност је обављао све до 18. октобра 1896. године. Конзули су били и Мирослав Спалајковић, дипломата; затим Милован Миловановић Пећанац (од јула 1906. године до 1909. године), Светислав Симић од јануара 1899. године до априла 1900. године, Сима Аврамовић (од априла 1900. године до маја 1903. године), Михаило Марковић (од маја 1903. године до јула 1904. године), Мирослав Спалајковић (од јула 1904. године до јула 1906. године),, Милан Ракић најпре пет месеци као писар 1905, затим као конзул од октобра 1906. до јула 1907. и од септембра 1908, годину и три месеца, а после тога као шеф конзулата до 1911. и Милан Ђ. Милојевић од јануара 1912. године до октобра 1912. године.
| Име                         | Година                      |
| --------------------------- | --------------------------- |
| Лука Маринковић             | новембар 1889 — јун 1890    |
| Тодор Станковић             | јун 1890 — децембар 1892    |
| Милан Новичић               | — мај 1893                  |
| Бранислав Нушић             | мај 1893—лето 1897          |
| Тодор Станковић             | март 1897—новембар 1898     |
| Светислав Симић             | јануар 1899 — април 1900    |
| Сима Аврамовић              | април 1900—мај 1903         |
| Михаило Марковић            | мај 1903—1904               |
| Мирослав Спалајковић        | јул 1904—1906               |
| Милован Миловановић Пећанац | 1906—1909                   |
| Милан Ракић                 | 1908— децембар 1911         |
| Милан Ђ. Милојевић          | јануар 1912 — октобар 1912. |

## Занимљивости
- Идеју за причу о „Зони Замфировој“, Стеван Сремац је добио од Бранислава Нушића, за време његовог боравка у Приштини, у својству конзула. Нушић је Србима био драг гост, а један од најугледнијих домаћина, у чију је кућу одлазио на слатко и кафу је био и Замфир Кијаметовић, у то време познати трговац. Његова кућа се налазила у Диван Јолу, у истом сокаку (сада булевар у западној периферији града[23]) где и конзулат. Услов да се објави роман био је да се, из поштовања према угледној породици, измене извесне појединости, тако да је писац Јефросиму (од миља Зону) сместио у Ниш, уместо у Приштину, пошто се у време нестабилне турске власти углед тешко стицао, а брзо губио.[7]
- Током свог мандата у својству конзула, Милан Ракић је искористио прилику да 1909. године посети Пећ и Дечане, заједно са шураком Владетом Ковачевићем и пријатељем из детињства Војиславом Гарашанином, о чему је оставио следећи запис[24]:

Од како постоји конзулат у Приштини, постоји и тежња у његових чиновника да виде пределе у којима је највећи зулум арнаутски и највећи страдалници српски, које су и турске власти и природа усамили и раставили од осталих Срба. Пећ и Дечани били су за нас обетована земља о којој се сањало, али се у њу није приступити могло. Годинама су Турци стварали свакојаке заплете и незгоде, измишљали сметње и опасности, приређивали нападе Арнаута на српска насеља и убиства виђених Срба само да спрече представнике Србије да не дођу у те крајеве, да се не виде са тим изнемоглим и клонулим народом српским, да прекину ближу везу између Србије и тих Срба, па да им на тај начин покажу да се Србија њих одрекла и да треба да се без роптања и без отпора покоре судбини. Отуда у српских чиновника природна жеља да савладају те потешкоће и да побију оно што Турци систематски годинама доказују.